# Angelina Gabueva
Angelina Gabueva (nació el 7 de diciembre de 1988) es una tenista rusa.
Gabueva tiene un ranking de individuales WTA más alto de su carrera, No. 423, logrado el 17 de junio de 2013. También tiene un ranking WTA más alto de su carrera, No. 94 en dobles, logrado el 26 de septiembre de 2022.
Gabueva hizo su debut en el WTA Tour en el Tashkent Open 2006, junto a Diana Narzykulova en dobles, perdieron su partido de primera ronda contra sus compatriotas rusas Anastasia Rodionova y Galina Voskoboeva.

## Títulos WTA (0; 0+0)

### Dobles (0)
| Leyenda              |
| Grand Slam (0)       |
| Juegos Olímpicos (0) |
| WTA Finals (0)       |
| WTA 1000 (0)         |
| WTA 500 (0)          |
| WTA 250 (0)          |

#### Finalista (2)
| N.º | Fecha                | Torneo | Superficie | Pareja              | Oponentes en la final               | Resultado        |
| --- | -------------------- | ------ | ---------- | ------------------- | ----------------------------------- | ---------------- |
| 1.  | 2 de octubre de 2021 | Astaná | Dura (i)   | Anastasia Zakharova | Anna-Lena Friedsam Monica Niculescu | 2-6, 6-4, [5-10] |
| 2.  | 31 de julio de 2022  | Praga  | Dura       | Anastasia Zakharova | Anastasia Potapova Yana Sizikova    | 3-6, 4-6         |